# Karl Friedrich Schmidhäuser
Karl Friedrich Schmidhäuser (* 27. April 1840 in Waldenbuch; † 14. Dezember 1894 in Stuttgart) war ein württembergischer Regierungspräsident.

## Leben und Werk
Der Sohn eines Fuhrmanns besuchte bis 1864 das Obergymnasium in Tübingen, von 1864 bis 1868 studierte er ebenfalls in Tübingen Rechtswissenschaften. 1868 und 1869 legte er die höheren Dienstprüfungen ab. Seine berufliche Laufbahn begann er 1870 als Aktuariatsverweser bei den Oberämtern Tettnang und Cannstatt sowie als Assistent bei der Stadtdirektion Stuttgart. Ab 1871 war er Aktuar beim Oberamt Cannstatt. 1871 ging er als Aktuar zum Oberamt Geislingen, 1873 bis 1875 war er Amtmann in Geislingen und Stuttgart. 1875 bis 1879 arbeitete er als Sekretär des Stuttgarter Oberbürgermeisters und als stellvertretender Polizeidirektor von Stuttgart. Während dieser Zeit war er aus dem württembergischen Staatsdienst beurlaubt. 1879 wurde Karl Friedrich Schmidhäuser als Oberamtmann zum Leiter des Oberamts Maulbronn ernannt, tatsächlich wurde er dort aber vertreten und war als Vorstand des Stadtpolizeiamts Stuttgart tätig. Zwischen 1884 und 1894 war er als Regierungsrat Administrationsreferent bei der Ministerialabteilung für den Straßen- und Wasserbau in Stuttgart, ab 1890 als Oberregierungsrat. Am 12. November 1894 wurde er zum Regierungspräsidenten bei der Regierung des Jagstkreises in Ellwangen ernannt, konnte dieses Amt durch seinen frühen Tod aber nur einen Monat lang ausüben. Schmidhäuser gehörte seit 1892 dem Verein Deutscher Ingenieure (VDI) und dem Württembergischen Bezirksverein des VDI an.

## Auszeichnungen
- 1891 Ritterkreuz 1. Klasse des Friedrichs-Ordens
- 1893 Ritterkreuz des Ordens der Württembergischen Krone
- 1993 silberne Jubiläumsmedaille